# Televisión digital

Sistemas de televisión digital terrestre.

La televisión digital (TVD) (o DTV, de sus siglas en inglés: digital TV) se refiere al conjunto de tecnologías de transmisión y recepción de imagen y sonido, a través de señales digitales. En contraste con la televisión tradicional, que codifica los datos de manera analógica, la televisión digital codifica sus señales de forma binaria, habilitando así la posibilidad de crear vías de retorno entre consumidor y productor de contenidos, abriendo la posibilidad de crear aplicaciones interactivas, y la capacidad de transmitir varias señales en un mismo canal asignado, gracias a la diversidad de formatos existentes.

## Historia

### Antecedentes
Detrás de la televisión digital estaba la disponibilidad de computadoras económicas y de alto rendimiento.  En los años 1990, iniciaron la posibilidad de adquirir la banda ancha del vídeo sin comprimir: 200 Mbps para la definición estándar (SDTV), y 1 Gbps para la alta definición (HDTV) como mínimo.

### Desarrollo
Para la televisión de la siguiente generación después de la señal analógica a mediados de los años 1980, Toshiba estrenó televisores que eran capaces de transmitir la señal digital, usando el chip como microprocesadores para convertir las señales antiguas a las señales del video digital, permitiendo que sintonice dos canales en una sola pantalla. En 1986, Sony y NEC Corporation anunciaron sus estrenos de televisores reales de la señal digital, pero estuvieron muy adelantadas de su tiempo y faltaba mucho para estrenar.
El servicio de transmisión de televisión digital fue propuesto en 1986 por Nippon Telegraph and Telephone (NTT) y el Ministerio de Correos y Telecomunicaciones de Japón, donde había planea desarrollar un servicio de "Sistema de Red Integrado". Sin embargo, no era posible implementar prácticamente un servicio de televisión digital de este tipo hasta que la adopción de una especificación de compresión de video (modo DCT) como MPEG que se hizo posible a principios de los años 1990.
Mientras las empresas electrónicas de consumo avanzaban con el desarrollo de la tecnología HDTV desde Japón, la emisora pública NHK propuso el formato analógico llamado Codificación de muestreo sub-Nyquist múltiple (MUSE) como estándar mundial. Los avances fueron vistos como pioneros en Japón que amenazaban con eclipsar a las empresas electrónicas de Estados Unidos. Fue hasta junio de 1990, cuando el estándar japonés MUSE fue basado en un sistema analógico, y era el pionero entre los más de 23 conceptos técnicos diferentes bajo consideración; más tarde adaptaría la ISDB-T entrando al siglo XXI como su sistema de televisión digital.
Entre 1988 y 1991, varias organizaciones europeas estuvieron trabajando en DCT con un formato de compresión de video digital basados en DCT tanto para SDTV como para HDTV. El proyecto EU 256 del Instituto Europeo de Normas de Telecomunicaciones (ETSI) y la CMTT, junto con la investigación de la emisora pública de Italia, RAI, desarrolló un códec de video DCT que transmite SDTV a 34 Mbit/s y calidad casi de estudio HDTV desde 70 hasta 140 Mbit/s. La RAI lo demostró con una retransmisión de la Copa Mundial de Fútbol en marzo de 1990.
Una empresa estadounidense, General Instrument, también demostró la viabilidad de una señal de televisión digital. Esto llevó a que se convenciera a la Comisión Federal de Comunicaciones (FCC) de retrasar su decisión sobre una televisión avanzada estándar hasta que se pueda desarrollar un estándar de base digital. En marzo de 1990, cuando quedó claro que un estándar digital era factible, la FCC tomó una serie de decisiones críticas. En primer lugar, la FCC declaró que el nuevo estándar de televisión debía ser más que una señal analógica mejorada, con lo que tendría ser capaz de proporcionar una auténtica señal en alta definición con al menos el doble de resolución que las imágenes de televisión de la época. Luego, para garantizar que los consumidores no deseaban comprar un nuevo televisor para seguir recibiendo transmisiones de televisión convencionales, dictaminó que el nuevo estándar de televisión debía poder transmitir simultáneamente en diferentes canales, tener subcanales digitales, y que fuera apta tanto en televisores antiguos con un conversor de señal a la televisión digital como televisores nuevos. Aunque era incompatible con los estándares existentes de señal analógica como NTSC, PAL o SECAM, la señal digital podría incorporar muchas mejoras en imagen y sonido.
El estándar final adoptado por la FCC no produjo un estándar universal para formatos de escaneo, relaciones de aspecto o líneas de resolución. Este resultado fue una disputa entre la industria electrónica de consumo (a la que se unieron algunas emisoras) y la industria informática (a la que se unieron la industria cinematográfica y algunos grupos de interés público) sobre los dos procesos de escaneo del video (entrelazada o progresivo) que ambos fueran superiores. La exploración entrelazada, que se utiliza en las pantallas de tubo, escanea primero las líneas pares y luego las impares, y la exploración progresiva, que es el formato utilizado en las computadoras, escanea líneas en secuencias, de arriba abajo. La industria informática argumentó que el escaneo progresivo es superior porque no parpadea como el escaneo entrelazado. También argumentó que el escaneo progresivo permite conexiones más fáciles con Internet y es más económico convertir a formatos entrelazados que dar idas y vueltas. La industria cinematográfica también apoyó el escaneo progresivo porque ofrece un medio más eficiente para convertir la programación filmada a formatos digitales. Por su parte, la industria de la electrónica de consumo y las emisoras argumentaron que el escaneo entrelazado era la única tecnología que podía transmitir imágenes de alta calidad de la época (y en la actualidad), es decir, 1080 líneas horizontales y 1920 líneas verticales (1080p). Las emisoras también favorecieron el escaneo entrelazado porque su vasto archivo de programación entrelazada no era fácilmente compatible con un formato progresivo. Más tarde a finales de los 2000, ATSC, la señal digital, sería el reemplazo de NTSC desde Estados Unidos a través de la señal televisiva.

### Lanzamiento
En mayo de 1994, DirecTV en los Estados Unidos lanzó la primera plataforma comercial de satélite, utilizando el estándar del servicio digital satelital (DSS). Las transmisiones de cable digital se probaron y lanzaron en los Estados Unidos en 1996 por TCI y Time Warner. La primera plataforma de televisión digital terrestre se lanzó en noviembre de 1998 por el difunto ONdigital (después ITV Digital) en el Reino Unido, utilizando el estándar DVB-T.

## Estándares de televisión digital terrestre por países

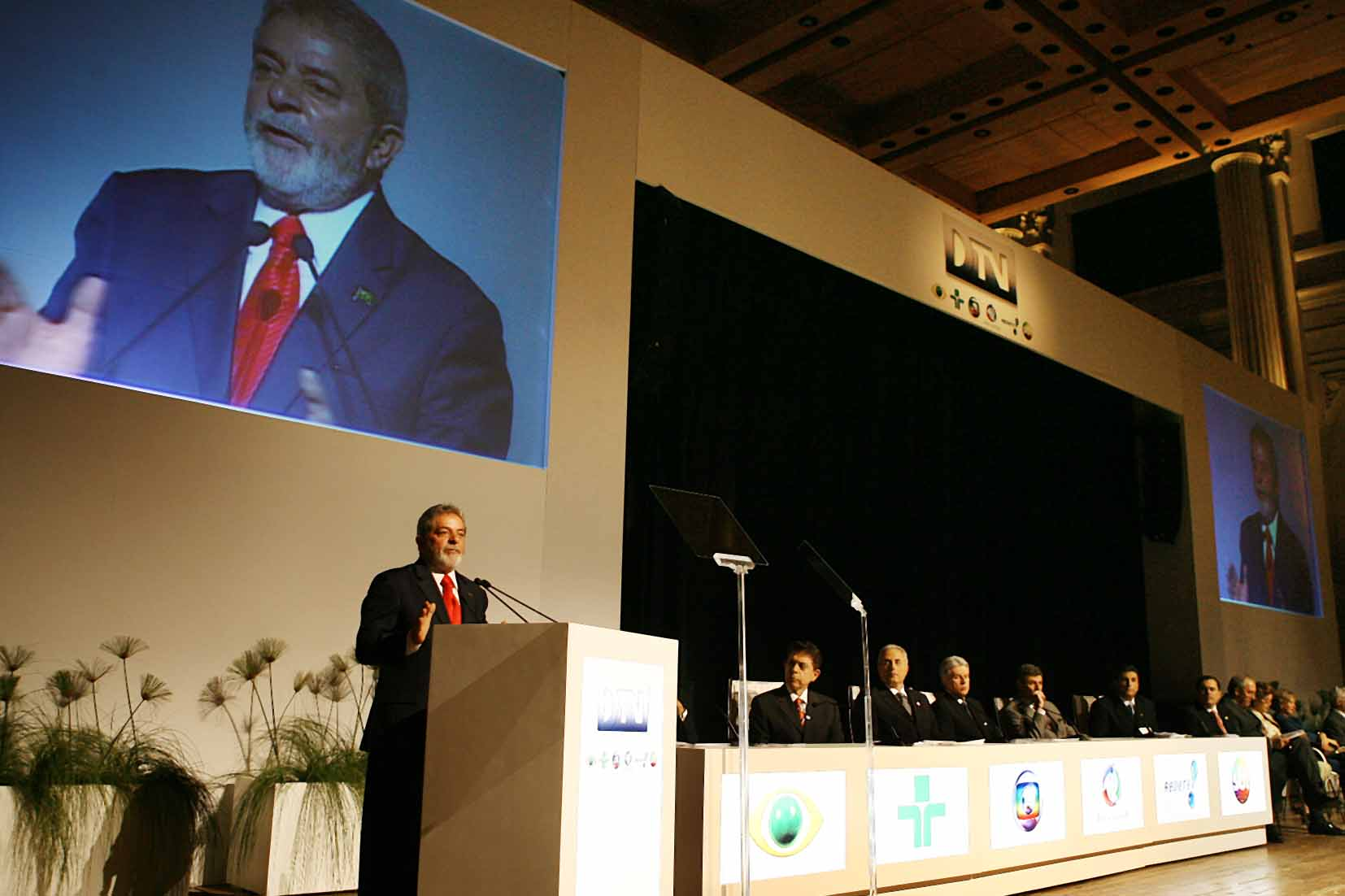
El expresidente Lula da Silva habla en la inauguración del sistema ISDB-Tb, en São Paulo, 2007.

La televisión digital terrestre (TDT) es la aplicación de las tecnologías del medio digital a la transmisión de contenidos a través de una antena aérea convencional. Aplicando la tecnología digital se consiguen mayores prestaciones, tales como mejor calidad de imagen, permitir imagen en alta definición, así como mejor calidad de sonido. Además, por un uso más eficiente del espectro, permite transmitir un mayor número de canales. El estándar ATSC es usado en Canadá, Estados Unidos, México, ISDB-T en Japón y Filipinas; ISDB-Tb (variante del ISDB-T) en Argentina, Brasil y la mayoría de los países centro y sudamericanos (Honduras, Perú, Uruguay, Chile, Venezuela, Ecuador, Costa Rica, Paraguay, Bolivia, Nicaragua, El Salvador con la excepción de Colombia, Panamá, Guyana, Surinam, y Guatemala; DTMB en la República Popular China; DVB-T en los países europeos, Australia, partes de África y algunos países de América. El resto del mundo aún no se decidió.
La TDT permite una mejora en la calidad de la recepción y amplía la oferta disponible tanto en número de canales como en versatilidad del sistema: emisión con sonido multicanal, múltiples señales de audio, teletexto, EPG (guía electrónica de programas), canales de radio, servicios interactivos, imagen panorámica, etc. A mediano plazo el sistema de televisión analógico desaparecerá completamente liberando frecuencias que permitirán aumentar la oferta de canales, su calidad y otros servicios en TDT.
En Brasil, luego de que el gobierno realizara un convenio comercial con Japón, decidió implementar el estándar ISDB-T con actualizaciones tecnológicas brasileñas, como la troca del estándar MPEG-2 de ISDB-T japonés, por el estándar MPEG-4 en la codificación de video. La norma resultante ha sido denominada ISDB-Tb. Las primeras pruebas del sistema brasileño de televisión digital comenzaron en 1999 y el lanzamiento oficial de las transmisiones ocurrió en 2007, en la ciudad de São Paulo. Al año siguiente, las transmisiones comenzaron en Río de Janeiro, Belo Horizonte y otras ciudades del país.
En Argentina, la Secretaría de Comunicaciones de la Nación anunció oficialmente el 28 de agosto de 2009 que abandonaría la norma ATSC adoptada en 1998 y se plegaría a la norma japonesa-brasileña ISDB-Tb. El 15 de abril de 2010 comenzaron en la ciudad de Buenos Aires, las transmisiones de pruebas del sistema ISDB-Tb, con la emisión de dos señales digitales: Canal 7 y Encuentro, ambas transmisiones del estado. El gobierno argentino instalará antes de finalizar el 2011, 47 estaciones transmisoras de TV Digital, que se localizarán en las capitales provinciales y los principales centros urbanos; previéndose una cobertura del 70 % de la población del país, donde se emitirán 16 señales digitales libres y gratuitas.
En América Central, Honduras es el primer país en adoptar el estándar ATSC, bajo el cual existen actualmente varios canales al aire, estos son: (CampusTv - auspiciado por la Universidad de San Pedro Sula) transmite en televisión digital abierta desde el 6 de noviembre de 2008 y simultáneamente en HDTV - Alta Definición 1920 x 1080 (1080i), SDTV - Definición Estándar (480i) y Satélite (480i). TEN Canal 10 (Televisión Educativa Nacional) fue el primer canal en transmitir bajo el formato digital ATSC, desde 2007 transmite en la frecuencia 10.1 en San Pedro Sula y 20.1 en Tegucigalpa con una definición de 480i. La UTV (Canal Oficial de la Universidad Nacional Autónoma de Honduras - UNAH) transmite en un formato estándar (480i) en la frecuencia 4.1 en Tegucigalpa y 67.1 en San Pedro Sula. Televicentro (Honduras) transmitió en alta definición 56 de los 64 partidos de la Copa Mundial de Fútbol de 2010, y a partir del 6 de diciembre de 2010 comenzó a transmitir todos sus noticieros en alta definición (1080i). Sotel "Canal 11" transmite en la actualidad programas en alta definición, destacándose el programa "Todo Deportes".
En El Salvador al principio se optó el sistema ATSC en 2009 para comenzar a transmitir, sin embargo en 2017 la SIGET adoptó la norma japonesa de ISDB-T, basado en la resolución T-0038-2017 y la liberación de las bandas televisivas entre 600 y 700 MHz. El Encendido digital estatal comenzó con Canal 10 (TVES) el 21 de diciembre de 2018 con tres canales virtuales, que abrió el paso a la nueva generación de la televisión salvadoreña.
En Panamá después de un estudio que consideró los estándares existentes, una comisión técnica que involucró a una representación de los operadores de televisión, a la Universidad Nacional y Técnológica, entre otras instituciones, adoptó el estándar DVB-T. El anuncio fue realizado mediante el Decreto Ejecutivo n.º 96 del 12 de mayo de 2009 que acogió la recomendación de la comisión técnica que elaboró el estudio de televisión digital.
En Costa Rica desde diciembre de 2009 una subcomisión técnica estuvo haciendo pruebas de campo de los distintos estándares optando finalmente por ISDB-Tb. El 26 de abril de 2010 una Comisión Mixta Especial formada por representantes de Infocom, el Ministerio de Ambiente, Energía y Telecomunicaciones (Minaet), Universidad Veritas, Universidad Estatal a Distancia (UNED), Universidad de Costa Rica (UCR), Superintendencia de Telecomunicaciones (Sutel) y la Cámara Costarricense de Tecnología de Información y Comunicación (Camtic) daba el visto bueno al estándar japonés-brasileño. Finalmente el presidente de la República de Costa Rica, Óscar Arias Sánchez, firmó el decreto da luz verde a la adopción oficial del ISDB-TB como norma para la televisión digital terrestre. Tras su publicación en el 6 de mayo de 2010, Costa Rica viene a sumarse en el apoyo al ISDB-TB a otros países en América Latina como Brasil, Perú, Argentina, Chile, Venezuela y Ecuador.
En Belice se evalúa el estándar japonés-brasileño ISDB-Tb también conocido como SBTVD.[cita requerida]
En Nicaragua se eligió el estándar japonés-brasileño ISDB-Tb también conocido como SBTVD. Este operará con el sistema de compresión H.264/MPEG-4 AVC.
En Guatemala se eligió el estándar japonés-brasileño ISDB-Tb.
A septiembre de 2013, en Cuba todavía no se toma una decisión. Se evalúa el estándar chino DTMB. Se espera que el apagón analógico sea antes de 2021.
En la República Dominicana se anunció el estándar estadounidense ATSC en 2010.
Perú es uno de los pioneros en Televisión Digital Terrestre en Sudamérica, adoptando el sistema japonés-brasileño ISDB-T a raíz de un estudio técnico y económico realizado por una Comisión Multisectorial desde febrero de 2007.
 El 23 de abril de 2009, el Ministerio de Transportes y Comunicaciones peruano hizo pública su decisión y ya lanzaron su señal digital en marzo del 2010 siendo TV Perú (canal 7) el primer medio televisivo en incorporar la tecnología digital a su plataforma de emisión al cual se le asignó la frecuencia 16 en banda UHF, que es la banda que mejor se comporta para emisiones de TV digital, actualmente TV Perú, canal de gestión estatal, utiliza esta tecnología para producir y emitir contenidos en definición standar (SD) y en alta definición (HD) haciendo uso de la posibilidad del multicanal, TV Perú sigue haciendo uso de su frecuencia habitual de VHF (canal 7) para emitir sus contenidos (noticieros, documentales, magazines y diversos programas temáticos). Al siguiente día, después de TV Perú, ATV (canal 9) se convierte en el primer canal privado en lanzar la señal digital llamada ATVHD con una moderna y potente tecnología, casi todo orientado a la producción y emisión de contenidos realizados únicamente con formato de alta definición (HD) en los cuales se puede contar a sus noticieros, magazines y telenovelas foráneas, contenidos con mayor audiencia de esta televisora.  Pronto se unió Frecuencia Latina, transmitiendo en vivo y en directo y en HD la participación de la selección peruana en el Mundial Japón 2010 con la que empezó por todo lo alto sus transmisiones de Televisión Digital Terrestre, luego se uniría América TV canal 4, la estación de más sintonía en la capital, que lanzó el famoso programa Al Fondo hay Sitio en HD, para luego continuar con muchos otros programas nacionales y extranjeros emitidos en HD. Inicialmente la TV digital en este país está en proceso de emisión solo para Lima, la capital, y progresivamente para las demás ciudades del país, siendo la ciudad del Cuzco la primera en tener una estación digital en la repetidora de ATV. Se prevé que el apagón analógico sucederá en 2024. El Perú es considerado el pionero entre los países sudamericanos de habla hispana en la implementación de la TV digital terrestre, y su elección de la norma brasileño-japonesa en 2009 llevó a una reacción en cadena de todos los otros países sudamericanos, uniformizando la norma en un continente donde solo Colombia tiene un formato distinto.[cita requerida]
En Chile, el 14 de septiembre de 2009, se anunció la adopción de la norma ISDB-Tb con MPEG 4 creado por Japón y Brasil, debido a su mejor recepción dadas las condiciones geográficas del territorio, la posibilidad de recepción en aparatos móviles, el despliegue en la alta definición y una mayor diversidad de canales.
Actualmente 10 canales chilenos transmiten con esta norma y algunos en HD: Telecanal HD, LaRED HD, TVN HD, Mega HD, Canal 13 HD, UCV HD y Chilevisión HD, cada uno con sus respectivas señales para teléfonos móviles "One seg".
En Venezuela, al principio se habló de la adopción de la norma china, pero más recientemente, el Gobierno ha entrado en conversaciones con su homólogo japonés, ya que este último ha señalado su disposición para la capacitación del personal necesario para la operación de señales con norma ISDB y para la transferencia tecnológica de Televisión Digital. Venezuela anunció la adopción de la norma ISDB-Tb creada por Japón y alterada por el Brasil. Con esta decisión Venezuela se tornó el quinto país a hacerlo.
En Ecuador, se ha adoptado también la norma ISDB-Tb. Así, Ecuador se convierte en el sexto país en adoptar el estándar ISDB-Tb.
En Paraguay, a través del decreto 4.483 con fecha 1 de junio de 2010, el presidente Fernando Lugo oficializó la adopción del sistema nipón-brasileño para la televisión digital en el país. Paraguay se suma así a Brasil, Perú, Argentina, Chile, Venezuela, Ecuador y Costa Rica.
En Uruguay en un principio se seleccionó la norma europea DVB-T/DVB-H para la implantación de la televisión digital terrestre y móvil respectivamente. Pero luego de que Ecuador eligiese la norma Japonesa-Brasileña ISDB-Tb el presidente de Uruguay, José Mujica el 27 de diciembre de 2010 eligió la norma japonesa-brasileña ISDB-Tb.
En Bolivia, el canciller boliviano David Choquehuanca hizo el anuncio oficial el la fecha 5 de julio de 2010 en un acto con el embajador japonés en La Paz, Kazuo Tanaka de que el sistema elegido ha sido el ISDB-Tb.
El gobierno de Colombia escogió la norma DVB-T el cual operará con el sistema de compresión H.264/MPEG-4 AVC, luego de varias pruebas técnicas realizadas por la Comisión Nacional de Televisión y un estudio de impacto socioeconómico realizado por la Universidad de Antioquia y por las presiones de las telefónicas y grupos económicos. El 19 de noviembre de 2010, el Consejo de Estado publicó el fallo de la aceptación a una demanda interpuesta contra el acta 1443 de la Comisión Nacional de Televisión y ordenó que se supendiera temporalmente. Más tarde, el 21 de diciembre de 2010, la cuestionada Comisión Nacional de Televisión ratificó la norma europea para Colombia. Así pues, Colombia será el único país suramericano con la norma DVB-T. En diciembre de 2011 anunció su actualización a DVB-T2.
Cabe destacar que, como ocurrió en el momento de elegir las normas de la televisión color (PAL, NTSC o SECAM), no hay un consenso para la adopción de una norma regional para toda Sudamérica ni para el Mercosur. Pero Brasil encabeza un movimiento regional que intenta convencer los otros países de la importancia de que Latinoamérica, así como hizo Europa en su momento, se unifique bajo un solo estándar. Con el sistema latinoamericano de televisión digital sería facilitado el intercambio técnico, científico, de innovación tecnológica y, sobre todo, el intercambio de contenidos.
| ISDB-TB    | ISDB-TB     | _____ | DVB-T2/H          | DVB-T2/H   | _____ | ATSC            | ATSC        | _____ | Indefinidos | Indefinidos | _____ |
| País       | Población*  |       | País              | Población* |       | País            | Población*  |       | País        | Población*  |       |
| ---------- | ----------- | ----- | ----------------- | ---------- | ----- | --------------- | ----------- | ----- | ----------- | ----------- | ----- |
| Brasil     | 198.739.269 |       | Colombia          | 46.164.713 |       | México          | 111.211.789 |       | Guyana      | 752.940     |       |
| Perú       | 29.546.963  |       | Panamá            | 3.360.474  |       | Honduras        | 7.833.696   |       | Surinam     | 481.267     |       |
| Argentina  | 40.913.584  |       | Trinidad y Tobago | 1.229.953  |       | El Salvador     | 7.185.218   |       | Belice      | 307.899     |       |
| Chile      | 17.380.000  |       |                   |            |       | Rep. Dominicana | 9.650.054   |       | Cuba        | 11.451.652  |       |
| Venezuela  | 26.814.843  |       |                   |            |       | Puerto Rico     | 3.966.213   |       | Jamaica     | 2.825.928   |       |
| Ecuador    | 14.573.101  |       |                   |            |       |                 |             |       | Haití       | 9.035.536   |       |
| Costa Rica | 4.253.877   |       |                   |            |       |                 |             |       |             |             |       |
| Paraguay   | 6.995.655   |       |                   |            |       |                 |             |       |             |             |       |
| Bolivia    | 9.775.246   |       |                   |            |       |                 |             |       |             |             |       |
| Nicaragua  | 5.891.199   |       |                   |            |       |                 |             |       |             |             |       |
| Guatemala  | 13.276.517  |       |                   |            |       |                 |             |       |             |             |       |
| Uruguay    | 3.494.382   |       |                   |            |       |                 |             |       |             |             |       |
| Total      | 370.876.343 |       |                   | 50.755.140 |       |                 | 139.846.970 |       |             | 24.855.222  |       |

- Fuente: CIA World Factbook 2010, estimación en millones.
- Observación: Los países están ordenados por orden de adhesión a los estandáres.

## Otros Tipos de televisión digital

### Televisión Digital Abierta (Radiodifundida o Gratuita)
Es la tecnología que permite la transmisión de señales digitales a través del espectro radioeléctrico (sin medios guiados) a todos los aparatos receptores (televisores) que sean compatibles o un decodificador para aparatos analógicos, además de una antena que se instala en el exterior o interior. 
La transición de la tecnología analógica a la digital brinda varios beneficios para los usuarios como mayor calidad de imagen y sonido, pero también permite optimizar el uso de la banda de 700 MHz, liberando gran parte de este espectro para otros servicios como el de banda ancha.
En México, desde julio de 2004 se adoptó el estándar ATSC A/53 para la digitalización de la señal analógica radiodifundida. Se determinó que para la migración de estas señales se otorgaría un canal adicional a los concesionarios de televisión radiodifundida para generar un canal espejo digital y así transmitieran simultáneamente sus señales por la vía analógica y por la digital. 
En mayo de 2013 se realizó una Prueba Piloto en la ciudad de Tijuana, Baja California; para ello el Gobierno Federal apoyó con la entrega de decodificadores digitales para el 7 % de los hogares (14,400 mil) que dependían de la televisión abierta y que no contaban con un receptor digital. El 18 de julio de 2013 se dieron por terminadas las transmisiones analógicas en esta ciudad.
Adicionalmente, en marzo de 2014, el Instituto Federal de Telecomunicaciones aprobó la licitación de dos nuevas cadenas de televisión digital abierta con la finalidad de ofrecer a los mexicanos mayores opciones de contenidos y fomentar la competencia.
Derivado de esto fue la controversia de la Ley Televisa en México, ya que Televisa y Televisión Azteca ganaron los derechos de las frecuencias analógicas otorgadas por la SCT originalmente en modo analógico y ahora pueden colocar mucho más servicios en el mismo espectro otorgado.

### Televisión digital por cable
Se refiere a la transmisión de señales de televisión digitalizadas a través de cable de tipo coaxial. Esta tecnología fue desarrollada originalmente por la empresa estadounidense Motorola. Las compañías de cable pasaron a los sistemas digitales durante la década de 2000, en la época en que las señales de televisión se convirtieron en el formato HDTV digital, que no era compatible con los sistemas de cable analógicos anteriores. Además de proporcionar vídeo de mayor resolución en alta definición, los sistemas de televisión digital por cable ofrecen servicios tales como la programación de Pay per view, acceso a Internet por cable y servicios ampliados de telefonía por cable. La mayoría de las señales de cable digitales están codificadas, lo que redujo la alta incidencia de robo de cable que se produjo en los sistemas analógicos.

### Protocolo de televisión IP (IPTV)
Este tipo de servicios, ha hecho que el par de cobre o hilo telefónico se consolide como una alternativa válida para recibir canales temáticos de televisión, vídeo a la carta y espectáculos o películas de pago previo (Pay Per View). Los avances tecnológicos en el sistema ADSL, que han llevado al desarrollo y expansión de la tecnología ADSL2+, permiten mayor velocidad de conexión y la transmisión de centenares de canales, además de diversas posibilidades interactivas, argumentos suficientes para que las compañías de televisión por ADSL hayan apostado por un método de difusión más económico que el cable coaxial, ya que se aprovecha la infraestructura telefónica existente.

### Televisión digital por satélite
Se refiere a la transmisión de señales satelitales en formato digital. Los principales operadores a nivel mundial son Claro, Sky, DirecTV y Movistar.
En España, es el formato que más usuarios agrupa en la televisión por suscripción, a pesar de que ha ido descendiendo desde el año 2001. Las dos plataformas, Vía Digital y Canal Satélite Digital, debido a las pérdidas que han tenido en años anteriores, se han fusionado creando Digital+. Sus mayores ingresos los obtienen de la transmisión en directo de eventos deportivos.[cita requerida]
En países como México el operador más grande de DTH es Sky, perteneciente al Grupo Televisa y su más cercano competidor es Dish de Grupo MVS, esta última ha ganado más cuota de mercado gracias a la reforma constitucional en materia de telecomunicaciones, que le permite transmitir los canales de televisión abierta. Esta modalidad de televisión restringida abarca el 52,3 % de las suscripciones.
En la oferta de canales de la televisión digital, podemos encontrar canales generalistas y temáticos, de servicio público y entretenimiento, no obstante, también pueden ser clasificados según su cobertura:
- Canales de cobertura nacional con posibilidad de desconexión regional
- Canales de cobertura nacional sin posibilidad de desconexión regional
- Canales de cobertura autonómica
- Canales de cobertura local.

En otros países como Argentina, Chile y Colombia es DirecTV.[cita requerida] En Ecuador el operador de DTH es Corporación Nacional de Telecomunicaciones (CNT).
En dicho país se presentó de manera oficial el servicio de televisión pagada CNT TV el 22 de noviembre de 2011 por CNT, la que utiliza tecnología DTH (Direct to Home). Se trata de un servicio que transmite la señal de satélite directamente hacia la antena y luego al decodificador del usuario, y que se encuentra disponible desde hoy para todo el país, excepto Galápagos.

## Formatos
La televisión digital acepta diferentes formatos de transmisión, a diferentes resoluciones, lo que permite crear subcanales de transmisión. Estos son los siguientes:
| Formato | Exploración | Tamaño (píxeles)  | Cuadros por segundo |
| 480i    | Entrelazada | 720x480           | 30                  |
| 480p    | Progresiva  | 720x480           | 30                  |
| 576i    | Entrelazada | 720x576           | 25                  |
| 576p    | Progresiva  | 720x576           | 25                  |
| 720p    | Progresiva  | 1280x720 pixeles  | 25/30               |
| 1080i   | Entrelazada | 1920x1080 pixeles | 25/30               |
| 1080p   | Progresiva  | 1920x1080 pixeles | 25/30               |

Los formatos 480i, 480p, 576i y 576p, son conocidos como formatos de definición estándar y los demás son los de alta definición, aunque, para efectos comerciales, algunos fabricantes han acuñado el término "FULL HD" para hacer referencia exclusiva al formato 1080p. Genéricamente, se habla simplemente de HDTV para referirse a la televisión de alta definición. Gracias a esta variedad de formatos, por ejemplo, un canal de televisión puede optar por transmitir un solo programa en alta definición, o varios programas en definición estándar.
Todos los estándares para la televisión de definición estándar son de naturaleza analógica y muchas de las estructuras de los sistemas de la televisión digital de definición estándar provienen de la necesidad de ser compatibles con la televisión analógica y en particular con la exploración entrelazada, que es un legado de la televisión analógica tradicional.
Durante el desarrollo de la televisión digital se intentó evitar la fragmentación del mercado mundial en diferentes estándares como ocurrió con las variantes de las normas de codificación de video a colores PAL, SECAM y NTSC. Sin embargo, no hubo acuerdos acerca de una norma única y actualmente existen seis estándares: el sistema europeo DVB-T (Digital Video Broadcasting–Terrestrial, Difusión de Video Digital-Terrestre), el estadounidense ATSC (Advanced Television Systems Commitee, Comité de Sistemas de Televisión Avanzada), el sistema japonés ISDB-T (Integrated Services Digital Broadcasting, Transmisión Digital de Servicios Integrados), SBTVD derivado de la norma japonesa y desarrollado en Brasil, DMB (Digital Multimedia Broadcasting, Transmisión Digital de Multimedios) desarrollado en Corea del Sur y DTMB (Digital Terrestrial Multimedia Broadcast, Transmisión Digital Terrestre de Multimedios) originario de China. En el caso de la televisión por cable coaxial, además de la norma ATSC, se utiliza el estándar o norma SCTE para metadatos fuera de banda.
Muchos países han adoptado el DVB, pero otros tantos han seguido el ATSC (Canadá, México y Corea del Sur). Corea del Sur, además ha adoptado la norma S-DMB para teledifusión móvil por satélite. 
En el futuro, podría haber otros formatos de vídeo digital en alta resolución especializados para nuevas áreas de mercado. La norma Ultra High Definition Video (UHDV) es un formato propuesto por NHK en Japón que proporciona una resolución 16 veces mayor que la HDTV.

## Detalles técnicos

### Recomendaciones CCIR 601
Los parámetros son comunes para los sistemas de televisión de 625 y 525 líneas. En esta normativa desaparecen las incompatibilidades entre los diferentes sistemas (NTSC, PAL Y SECAM).
La señal de color (cuyos componentes de color rojo, verde y azul son representados por la sigla RGB) está normalizada entre 0 y 1 voltio. En la Televisión Digital, las señales básicas se denominan Y, CR y CB. El componente Y (luminancia) de la señal de video, se define como en la televisión analógica:
```
                Y = 0,299R + 0,587G + 0,114B
```

Sin embargo, las señales básicas de diferencia de color se definen de otro modo, según las ecuaciones:
```
              R-Y = 0,701 R - 0,587 G - 0,114 B
              B-Y = 0,886 B - 0,299 R - 0,587 G
```

Por lo tanto, los niveles máximos de señales diferencia son:
```
               -0,701 < R-Y < 0,701 (Para R=1 y B y G nulos)
               -0,886 < B-Y < 0,886 (Para B=1 y R y G nulos)
```

Para que el margen de estas señales sea el mismo que el de la señal de luminancia, este deberá estar comprendido entre -0,5 y +0,5 por lo que son atenuadas obteniéndose las señales diferencia de color normalizadas CR y CB, que son definidas así:

### Ancho de banda
La capacidad de un canal de televisión digital puede subdividirse en múltiples sub-canales para transmitir diversa información de vídeo en distintas resoluciones para dispositivos fijos y móviles, audio y otros datos, a diferencia de lo que ocurre en los sistemas analógicos tradicionales. Cuando una banda de frecuencia contiene múltiples subcanales se le denomina múltiplex.

### Recepción e interactividad
La interactividad permite que el espectador acceda a un amplio conjunto de servicios públicos o privados a través del receptor además de permitirle decidir si quiere o no ver los mensajes de texto que los usuarios envían a los programas.
El teletexto digital es un servicio mejorado basado en XHTML y CSS. En Finlandia, se usa una plataforma multimedia llamada DVB-MHP para el teletexto digital, mientras que en el Reino Unido se usa MHEG-5. Aunque los estándares de televisión digital tienen prevista la interactividad, para que esta sea completa se necesita un canal de retorno, a través una conexión a Internet, ya sea vía módem o a través de una conexión de banda ancha. En 2009, se desarrolló en Europa un nuevo sistema de televisión interactiva basada en recepción híbrida HbbTV (DVB-internet) que permite interactuar en tiempo real, contenidos de televisión a solicitud del usuario. Existe también el servicio de subtitulado para personas con problemas auditivos.
Ventajas de la televisión 
El sistema televisivo nos brinda una multitud de posibilidades que pueden y deben ser aprovechadas por la sociedad. A continuación vamos a ver algunas de las ventajas que existen de la televisión en los niños:
Es un medio de socialización. La televisión se puede considerar como un medio de socialización, ya que es capaz de compensar las desigualdades sociales. Además es un transmisor de normas, valores y conceptos que hace que sea el tercer agente socializador detrás de la familia y la escuela, ya que brinda a los niños/as modelos de conducta (García, 2003).
Actúa como fuente de entretenimiento y de aprendizaje. Existen multitud de programas educativos para niños ya sea de educación formal como no formal como: Dora la exploradora, La casa de Mickey Mouse, Pepa Pig, Caillou… También existen canales dedicados expresamente a los niños como Clan TVE, BabyTV entre otros. Es decir, existe un sinfín de programas que pueden ayudarnos a entretener a nuestros hijos mientras se divierten y aprenden.
Función informadora. La televisión permite a las personas que expresen sus puntos de vista referente a un tema en concreto, por lo que de forma sutil también nuestros hijos pueden aprender gracias a la televisión. Es decir, puede incidir en la formación de creencias, lenguajes y conceptos de una persona, éstas son las herramientas que solemos utilizar para interpretar el mundo que nos rodea.
Desarrolla valores positivos. Dada su programación dedicada a los menores la televisión también es capaz de desarrollar valores positivos en ellos como: la amistad, la solidaridad, el trabajo, el esfuerzo… Por ello, se puede considerar un medio educativo que ayuda a configurar la personalidad del menor (del Valle, 2006).
Permite relajar a los niños. Gracias a las series de televisión o programas para niños, en ocasiones nos puede resultar fácil relajarlos pues algunos incorporan canciones que los calma, o incluso les permite distraerse y quedarse quietos sentados.
Proporciona un tiempo de unión en la familia. Se puede poner como norma que se vea la televisión en un horario donde todos los miembros de la familia puedan, de forma que así se pueda controlar lo que nuestro hijo ve, esto hace que se fomenten los lazos de unión y de comunicación en el seno familiar.
Desventajas de la televisión en los niños
Desventajas de la televisión 
Abuso de la televisión. Según los datos que expusimos en el primer apartado, existen muchos niños que pasan muchas horas delante de la televisión, ya sea en presencia de los padres o solo. Esto puede afectarles en su desarrollo y crearles sentimiento de adicción, que cuando es a la televisión se le denomina tele-adicción.
Aumento de la violencia. En la televisión no solo existen programas educativos o canales infantiles dedicados enteramente a los menores. Hay una amplia gama de canales, programas y películas que entre otras de sus características, son conocidos por ser violentos o presentar un alto grado de agresividad en sus contenidos. Los menores no solo ven programas acordes a su edad, también ven este tipo de contenidos que no son muy recomendables y esto puede influir en su comportamiento.
Transmisión de valores negativos para los niños. Anteriormente, hemos expuesto que la televisión es una fuente de aprendizaje para los menores, sin embargo, no siempre esa formación que transmite es la adecuada. Esta puede transmitir a los niños valores como: el machismo, el egoísmo, que pueden conseguir lo que desean con poco esfuerzo o incluso tomar como modelos de conducta a personas o personajes que no son recomendables para su edad.
Programas infantiles no recomendados. Algunos programas infantiles también están compuestos por escenas violentas y sexistas que pueden perjudicar o afectar de forma negativa a los menores. Por ello, debemos de conocer los programas que existen así como los contenidos que ven nuestros hijos.
Puede causar problemas de atención. Los niños/as corren riesgo de padecer alteraciones en el desarrollo de la atención así como retrasos debido a una exposición larga a la televisión (del Valle, 2006). Por ello,  es importante que tengan un horario diario que controle el tiempo que pasa viendo la televisión.
Una exposición prolongada puede afectar a sus estudios. Como padres tenemos que controlar el tiempo que nuestro hijo/a pasa delante de la televisión, ya que puede afectar a su rendimiento escolar de forma negativa (Río y otros, 2003). Es muy común que los niños pasen muchas horas sin supervisión y se olviden de que tienen que hacer deberes, o no descansen adecuadamente porque se acuestan tarde viendo programas.
Puede producir problemas físicos. Debido al gran tiempo que pasamos delante de la televisión podemos presentar problemas físicos. Según el estudio de Gómez Alonso (2002) un 17,8 % de los niños que suelen ser telespectadores activos presentaban desviación raquídea muy superior a la de los niños/as que no tienen la costumbre de ver tanto la televisión. Esto se debe a la vida tan sedentaria que pueden tener los menores a causa de la televisión.